# 密歇根布拉夫 (加利福尼亞州)
密歇根布拉夫（英語：Michigan Bluff）是位於美國加利福尼亞州普萊瑟縣的一個非建制地區。該地的面積和人口皆未知。

## 地理
密歇根布拉夫的座標為38°02′35″N 120°44′29″W / 38.04306°N 120.74139°W，而該地的平均海拔高度為1070米（即3510英尺）。